# Boiga ceylonensis
Boiga ceylonensis este o specie de șerpi din genul Boiga, familia Colubridae, descrisă de Günther 1858. Conform Catalogue of Life specia Boiga ceylonensis nu are subspecii cunoscute.

## Galerie

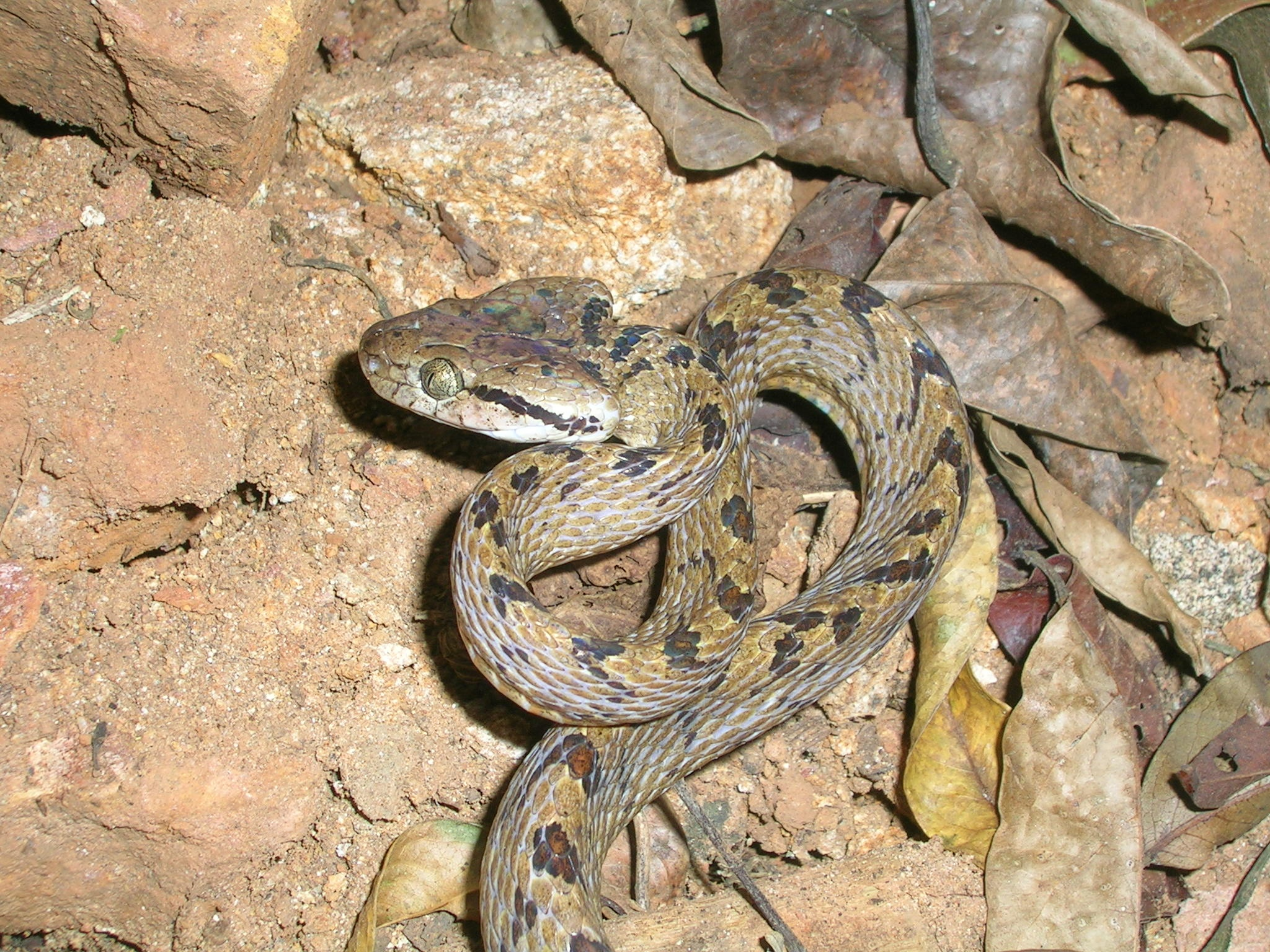
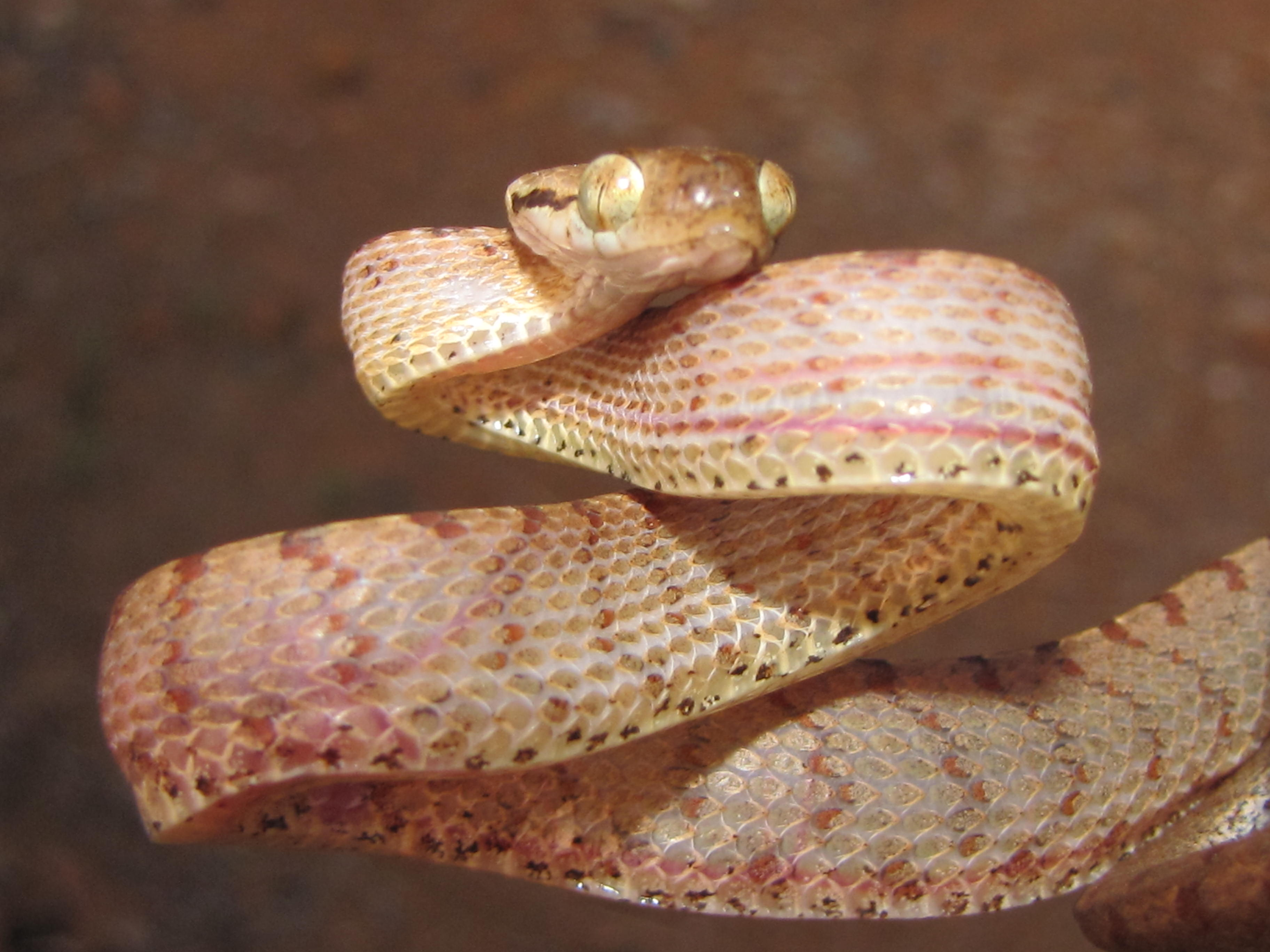
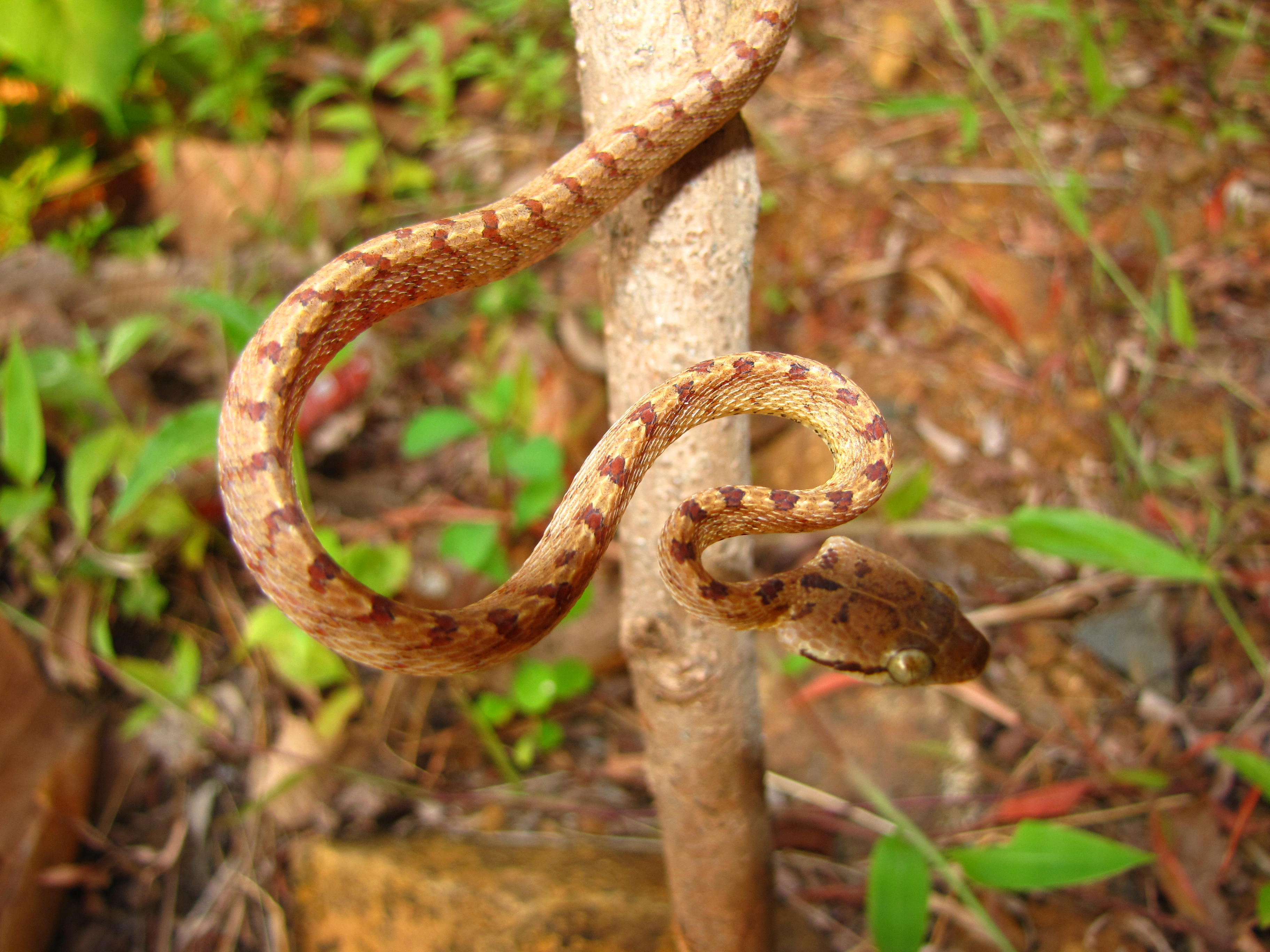
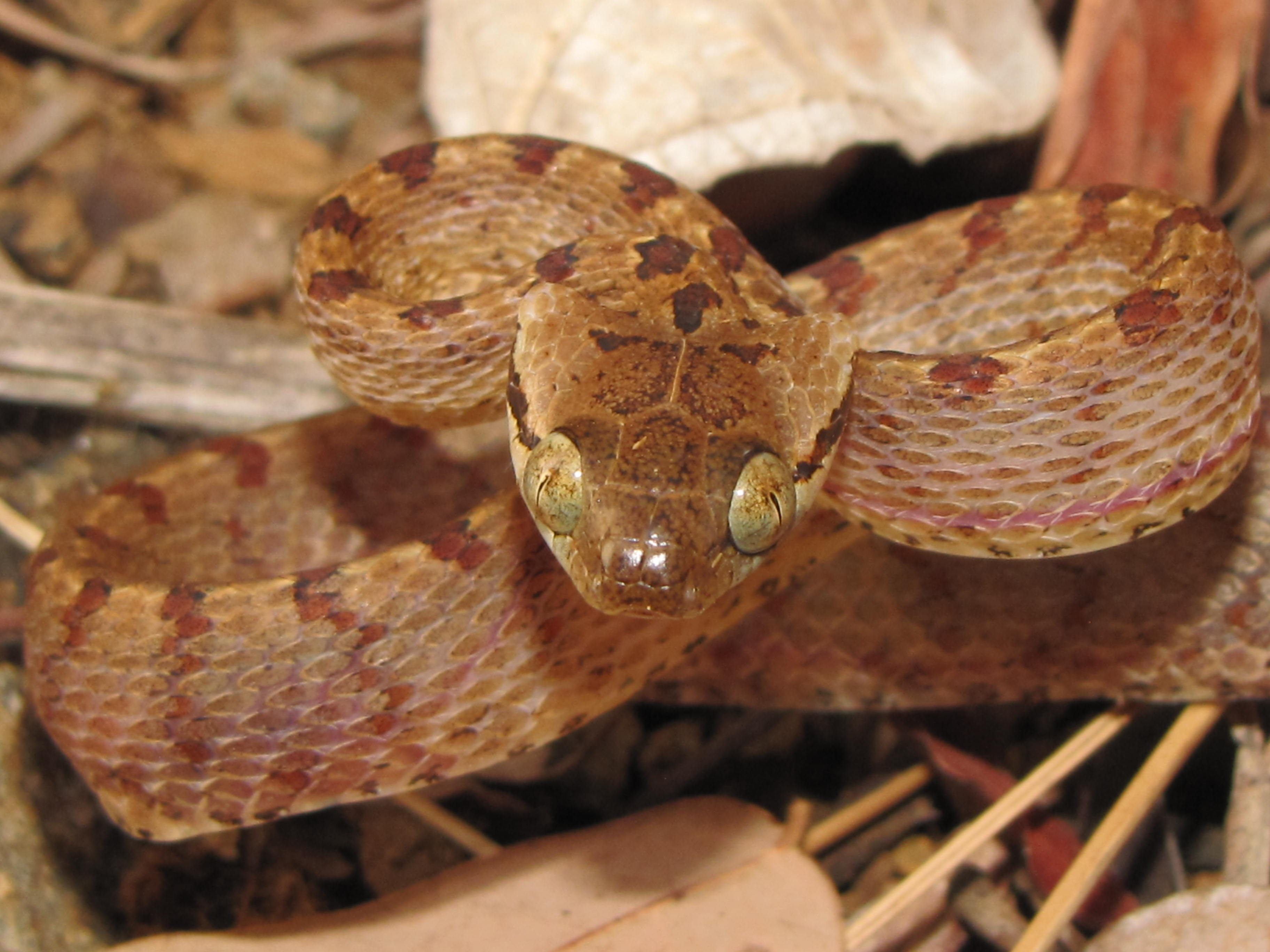